# Ephelis mexicana
Ephelis mexicana är en svampart som beskrevs av Fr. 1868. Ephelis mexicana ingår i släktet Ephelis och familjen Clavicipitaceae.   Inga underarter finns listade i Catalogue of Life.